# Грим'ячка
Гри́м'ячка — село в Україні, у Зіньківській сільській громаді Хмельницького району Хмельницької області. Населення становить 847 осіб.

## Розташування
Розташована по обидва боки середньої течії річки Грим'ячки та її правої мілководної притоки Бистриці (Ревухи), за 12 км від смт Віньківці і за 21 км від залізничної станції Ярмолинці.
Сусідні населені пункти:

## Клімат
Клімат помірно континентальний. Середня температура січня —6 °C морозу, липня +18 °C. Середня кількість опадів 350 мм на рік. Ґрунтово кліматичні умови сприятливі для вирощування сільськогосподарських культур, розвитку тваринництва, садівництва і лісівництва, ставкового риболовства. Ґрунти району — суглинки, підзолисті чорноземи.[джерело не вказане 2037 днів]

## Історія

### Заснування
Уперше Грим'ячка згадується в історичних документах за 1404 рік. Її назва походить від староруського слова «грем'яч» — ключ, джерело, що тече з характерним шумом. Певно, у далекому минулому Бистриця (Ревуха) звалася ще Грем'яч, тому і поселення дістало цю назву. Притока ж Ушиці названа Грим'ячкою картографами, а місцеві жителі й досі звуть її Білою (Білугою).

### XVI— поч.XX століття

#### Під владою Польщі
Після захоплення західної частини Поділля Польщею Грим'ячка разом з містом Зіньковом була передана у володіння магнату Одровонжу. Село згадується у грамоті 1 березня (10 березня за новим стилем) 1440 року — король Володислав підтверджує за Петром Одровонжем 13 раніше наданих йому Ягайлом сіл. В 1450 році він подарував село новозбудованому зіньківському костьолу. З того часу усі питання, пов'язані з використанням селянами Грим'ячки орної землі, пасовищ, сінокосів, лісу та інших сільськогосподарських угідь, вирішувались економічною службою зіньківського костьолу. Для утримання численних католицьких служителів і самого костьолу жителі належних йому сіл сплачували натуральний чинш зерном, різноманітними продуктами тваринництва, воском, медом, конопляною пряжею тощо. У першій половині XVI ст., з розвитком товарно-грошових відносин, селяни вже сплачували і грошовий чинш. Тоді у Грим'ячці з'явився фільварок — господарський двір з орною землею. Для фільварку було відрізано землі, якими раніше користувалися селяни. У грим'яцькому маєтку запроваджується відробіткова повинність. В XVI ст. певної системи у відбуванні панщини на користь зіньківського костьолу не було. Кріпаки залучались до роботи в основному під час сівби та збирання хлібів, будівництва чи ремонту шляхів, мостів, вивезення палива тощо. Проте вже наприкінці XVI століття панщина стала більш регулярною. Чоловіки тяглих господарств працювали у маєтку по одному-два дні майже кожного тижня.

#### Турецьке панування
У 1672 на Поділля вторгнулося військо Османської імперії. За Бучацьким договором Міхала Корибута Вишневецького частина Поділля з Кам'янцем відійшла до Османської імперії. На завойованій території турки утворили Подільський еялет з центром у Кам'янці. В цей час подільські землі були спустошені, населення з західного та східного Поділля масово переселялося за Дніпро та Дністер, подільські міста зазнали руйнування та занепаду, а Поділля обезлюднення. Лише після Карловицького конгресу 1698-99 Поділля знову повернулося до складу Речі Посполитої. Під час 27-річного панування на Поділлі турків (1672—1699 рр.) значна частина населення Грим'ячки, рятуючись від рабства, втекла на Волинь.

#### Повернення до складу Речі Посполитої
Після повернення подільських земель Польщі село знову стає володінням зіньківського костьолу. Спочатку жителі розореної турками і татарами Грим'ячки користувались певними пільгами. Вони не відбували панщину, сплачуючи лише невеликий натуральний чинш. Тому село почало швидко заселятись. Однак пільги були швидко скасовані. Відновлювалась панщина, причому у значно більших розмірах, ніж раніше. У XVIII ст. тяглі і піші селянські двори, крім сплати грошового та натурального чиншу, працювали у маєтку костьолу по 2—3 дні на тиждень. Поряд із соціальним гнобленням, жителі Грим'ячки зазнавали національних і релігійних утисків. Після проголошення в 1596 році Берестейської церковної унії значна частина населення перейшла до греко-католицької церкви. Пізніше зіньківські монахи пропагували грим'яцьким селянам перехід у римо-католицьке віросповідання. Жителі Грим'ячки взяли участь в антифеодальному повстанні 1734 року. Чимало з них вступило до гайдамацьких загонів Медведя, Часниченка, які громили поміщицькі маєтки.

#### Приєднання до Росії
Після приєднання Правобережної України до складу Росії царський уряд конфіскував численні маєтки, що належали зіньківському костьолу, і підпорядкував їх Подільській казенній палаті. Грим'ячка стала казенним селом. Грим'яцький фільварок, як і багато інших державних маєтків на Поділлі, здавався в оренду місцевим чиновникам або поміщикам. Жителі села, хоч і стали особисто вільними, але за користування землею і сінокосами мали відробляти панщину в маєтку орендаря, відбувати підводну, дорожну, постоєву та інші повинності, сплачувати подушний податок. Як свідчать архівні документи, посесор Кузьминський примушував їх працювати у фільварку понад встановлені дні і нерідко під час жнив відривав від збирання хлібів на власних ділянках.
1890 року Подільський головний суд розглядав справу про вбивство економом грим'яцького маєтку Добржинським селянина А.Музики і виправдав його.
У 1837 році, за законом про реорганізацію управління державними селянами, у Грим'ячці запроваджено органи сільського самоврядування. Розпорядчим органом став сільський сход, виконавчим — староста, судовим — сільська розправа. Ці установи розглядали справи про дрібні майнові суперечки, незначні злочини, відали розкладкою деяких повинностей між селянськими дворами. 1846 року грим'яцьких селян переведено на оброк. За користування польовими наділами в 10,8 десятини тяглі господарства повинні були платити щороку по 9 крб. 16 коп., піші за наділ у 5,4 десятини — по 4 крб. 58 коп. У 1863 році державні селяни здобули право переходити на викуп. Але оскільки викупні платежі за землю були вищі за оброк, переважна більшість жителів Грим'ячки відмовилась викупляти наділи. Вони виплачували оброк до 1885 року, коли уряд прийняв закон про обов'язкове переведення державних селян на викуп.
З розвитком ринкових відносин у сільському господарстві, з парцеляцією наділів у Грим'ячці зросла кількість безземельних і малоземельних селян. У 1906 році з 506 селянських сімей 14 не мали ні польової, ці присадибної землі, у 79 господарств не було польової землі, 290 дворів володіли від 0,5 до 2 десятин і 123 — від 3 до 5 десятин орної землі. Мізерними були доходи переважної більшості селянських господарств. Хліба не вистачало навіть для того, щоб прохарчувати сім'ї. Бідняки не мали можливості утримувати робочу худобу, купувати сільськогосподарські знаряддя заводського виробництва. На початку XX ст. в селі налічувалось близько 300 дворів, що не мали ні коней, ні возів, ні плугів.
Багато селян наймались на сезонні роботи в цукроварнях, винокурнях; молодь шукала заробітків за океаном, у господарствах на Херсонщині і в Бессарабії. Значна частина господарств займалася візникуванням, кустарними промислами — гончарним, ткацьким, столярсько-теслярським, металообробним. Провідне місце у виробництві кустарної продукції належало ткацтву. В 1914 році з 49 господарств Грим'ячки, які займалися промислами, 30 — виготовляли тканини.
У Грим'ячці не було лікувального закладу. Єдина на дві волості лікарня знаходилась у Зінькові. Один лікар, два фельдшери і акушерка, що працювали у зіньківській лікарні, обслуговували дільницю з 33-тисячним населенням, одне лікарняне ліжко припадало на 3,3 тис. чоловік.
Переважна більшість селян була неписьменною. В Грим'ячці в 1908 році налічувалось 2,4 тис. жителів, працювала (з 1857 р.) церковнопарафіяльна школа, у якій вчитель і священик навчали 41 хлопчика і 7 дівчаток. 196 дітей шкільного віку не відвідували школу, тільки 20 % учнів закінчували трирічний курс навчання.

### XX століття

#### Перша світова війна
У роки першої світової війни багато працездатних чоловіків було відправлено на фронт. Місцева влада мобілізовувала населення на заготівлю лісу, палива, ремонт шляхів, обслуговування тилових військових частин. Чимало землі залишалося необробленою. Коли до села дійшла звістка про повалення царя, вони вигнали старосту, обрали сільський виконавчий і земельний комітети. У квітні 1917 року разом з мешканцями села Мазників та інших сіл самовільно випасали худобу на панських луках, захоплювали лісоматеріали, заготовлені для потреб армії. Влада губернії направила туди козацький полк. З новою силою боротьба спалахнула влітку, під час жнив. Селяни самовільно косили хліб в економіях сусідніх сіл, а потім забирали третину врожаю.

#### Визвольні змагання
У грудні 1917 року пробільшовицьки настроєні російські солдати захопили владу в селі. Влада перейшла до сільського виконавчого комітету, який разом із земельним комітетом приступив до розподілу землі, що належала орендарям і духовенству. Безземельні і малоземельні двори одержали 235 десятин.
На початку березня 1918 року загін австрійців звільнив Грим'ячку. Було заарештовано членів більшовицьких виконавчого і земельного комітетів: М.Тарнавського, Й.Білика, М.Пінькевича, І.Святого, Г.Пального.
Село знову захоплено більшовиками 15 листопада 1920 року. У захопленні села брав участь один із підрозділів кавалерійської бригади Котовського.
Наступного дня у Грим'ячці створено військово-революційний комітет, головою якого обрано Д.Коваля, а згодом — сільський комітет незаможних селян. В січні 1921 року військово-революційний комітет передав свої повноваження новообраній Раді селянських і червоноармійських депутатів.
Ввечері 29 жовтня 1921 року під час Листопадового рейду через Грим'ячку проходила Подільська група (командувач Михайло Палій-Сидорянський) Армії Української Народної Республіки.

#### Радянська доба
Наприкінці 1923 року в Грим'ячці, де було 430 дворів, налічувалось 195 коней, 462 воли і корови, близько 200 свиней, 550 овець; 35 плугів, 120 борін.
Сільська Рада приділяла багато уваги розвитку освіти і культури. 1921 року в селі організовано чотирирічну трудову школу, якій передано найкраще приміщення села — будинок священика, а також хату-читальню та пункт ліквідації неписьменності.

##### Колективізація
Наприкінці 1929 року місцевий комсомольський осередок керував примусовою колективізацією та допомагали репресувати багатих селян.
У грудні на об'єднаному засіданні сільської Ради і комнезаму було ухвалено створити в селі ТСОЗ. Колгосп, якому було присвоєно ім'я голови ВУЦВКу Петровського, очолив бідняк М.Тарнавський. Згодом у Грим'ячці створено ще 2 колгоспи — «Ударник» і «Більшовик».
Після колективізації село постраждало внаслідок геноциду українського народу, проведеного урядом СРСР 1932—1933. З метою не допустити просочування за кордон інформації про штучний Голодомор, партійні та радянські органи змушені були піти на зменшення хлібозаготівель восени 1932 року у прикордонних районах, до яких був і віднесений Затонський район (сьогодні — Віньковецький район). В 1934 році колективізацію в селі було в основному завершено.

##### Передвоєнні роки
У 1938 році врожайність зернових у грим'яцьких колгоспах становила 11,4 цнт з га, проти 5—6 цнт у 1933 році. Збільшився збір основної технічної культури — коріандру. В артілі ім. Петровського в 1937—1939 рр. на кожному з 52 га його зібрано пересічно по 10,3 цнт. За «успіхи, досягнуті у підвищенні врожайності коріандру», це господарство було затверджено учасником Всесоюзної сільськогосподарської виставки 1940 року і занесено до Почесної книги виставки.
В 1937—1940 рр. члени артілей одержували на трудодень по 3—4 кг зерна і близько 1 крб. грішми. Під час сівби та жнив за рахунок колгоспів організовувалося громадське харчування.
У роки довоєнних «п'ятирічок» здійснювалися заходи щодо впорядкування села і шляхів. 1940 року товарообіг сільського споживчого товариства становив 430 тис. карбованців. Медичну допомогу населенню подавав медперсонал фельдшерсько-акушерського пункту.
Переважна більшість учнів продовжувала навчатися в старших класах Грим'яцької семирічної школи, створеної 1930 року. В 1938 році відкрито восьмий клас, а 21 червня 1941 року відбувся перший випуск десятикласників.

##### Друга Світова
10 липня німецькі війська зайняли Грим'ячку. Близько трьох років тривала окупація села. За цей час було розстріляно 10 мирних жителів, понад 400 чоловік насильно вивезли на роботи до Німеччини.
На початку березня 1944 року війська 1-го Українського фронту, прорвавши оборону противника на лінії Ізяслав—Любар, розгорнули наступальні дії в південному і південно-східному напрямах. 27 березня підрозділи 18-ї армії зайшли в Грим'ячку. Наступного дня тут відбулися загальні збори. Обрано правління артілей, призначено бригадирів, завідувачів ферм, ланкових. Відновила діяльність сільська Рада. Артілі майже не мали робочої худоби, не вистачало насіння, сільськогосподарських машин. Приміщення тваринницьких ферм, майстерень були зруйновані або серйозно пошкоджені.
З небаченим ентузіазмом працювали грим'яцькі колгоспники в полі, на відбудові громадських приміщень, ремонті машин. Завдяки цьому сівбу ярих завершено за порівняно короткий строк — 4 тижні. Напружено попрацювали вони і під час збирання врожаю. Ветерани колгоспу «Ударник» М. Мазур, А. Дудник, М. Бердега та І. Слива за 10 днів скосили 28,5 га ячменю і вівса, виконавши встановлену норму на 154 проц. Вчасно зібравши врожай, колгоспи внесли свій вклад у створення фонду допомоги Червоній Армії.

##### Визвольна боротьба ОУН-УПА
В період з 1944 по 1949 роки у селі активно діяла група ОУН, яка складалася з місцевих жителів. Керівником групи був Когут Федір Михайлович 1922 р.н. (заарештований після бою з органами МГБ 24 листопада 1949 р. в селі Грим'ячка). До підпілля ОУН також входили Мантуляк Микола Євгенович, Касьянов Григорій Павлович, Дудник Ілля Степанович, Макар Євдокія Антонівна, Соломна Марія Іванівна 1925 р.н., Тернавський. В лісовому урочищі «Дубина» група підпільників мала криївку де переховувала зброю, запаси їжі, антирадянську літературу. В ніч з 19 на 20 жовтня 1949 року загони НКВД робили зачистку лісового масиву з метою виявлення партизан. Близько 24 години вони натрапили на схрон з якого отримали збройний опір, але оргнам НКВД вдалося ліквідувати повстанця. Нею виявилася Соломна Марія Іванівна, жителька села Грим'ячка, активний член ОУН. З документів МГБ відомо що у селі ще була мережа схронів-криївок, сховища зброї, а головне населення яке підтримувало антирадянські настрої.

##### Післявоєнний час
Відновив роботу фельдшерсько-акушерський пункт, відремонтовано шкільне приміщення. У квітні 1944 року, після майже трирічної перерви, учні знову сіли за парти.
Із завершенням війни до села повернулося чимало демобілізованих воїнів. С. Д. Папаш був нагороджений орденом Олександра Невського, Червоного Прапора, Червоної Зірки, Вітчизняної війни 1-го і 2-го ступенів і чотирма медалями; М. Г. Гавришко — орденом Червоного прапора, Вітчизняної війни 1-го і 2-го ступенів і чотирма медалями.
1950 року з кожного га зібрано по 13,3 ц зернових, а пшениці — по 15 ц. В артілях налічувалося 445 голів великої рогатої худоби, понад 800 голів свиней і овець, 1,3 тис. штук птиці. У серпні того ж року три колгоспи об'єдналися в один, названий «Комуністом».
За трудові досягнення комбайнера В. У. Бердегу нагороджено орденом Леніна. Крім нього, у селі було ще три орденоносці, серед них голова колгоспу «Комуніст» М. Г. Гавришко, нагороджений 1958 року орденом Трудового Червоного Прапора. Кілька чоловік відзначено медалями.
В 1967 році в середньому з кожного га зібрано по 26,1 ц зернових, пшениці — по 28,7 ц. Того ж року одержано по 293 ц цукрових буряків з га при зобов'язанні 250 ц. А в наступному році кожен га цукрової плантації дав по 310 центнерів. У 1970 році вони виробили на 100 га угідь 320 ц молока.
Станом на 1970 рік в селі розвивались й інші галузі господарства. Тут був великий сад, кожний гектар щороку давав близько двадцяти центнерів яблук, груш, вишень; рибний ставок, пасіка на 120 бджолосімей. Працював кар'єр бутового каменю, лісопильня, черепична майстерня, майстерні по ремонту сільськогосподарських машин і знарядь.
У 1966 році артіль перейшла на грошову оплату праці колгоспників. Щороку їм виплачувалося 600—650 тис. крб.— по 2,5—3 крб. на людино-день. До союзного фонду соціального забезпечення колгоспників артіль відраховувала близько 30 тис. крб.
Протягом 1955-1970 років у селі споруджено близько 300 будинків, три чверті старих будинків перекрито твердою покрівлею. Більшість нових жител будувалася за типовими проектами. Вони мали по кілька кімнат з дерев'яною підлогою і великими вікнами.
За післявоєнні роки відремонтовано шляхи, що з'єднують село з Віньківцями, Зіньковом, Михайлівною, Правдівкою. На вулицях і шляхах посаджено декоративні дерева і кущі. За рішенням сесії сільської Ради в 1967 році, розбито сквер біля фельдшерсько-акушерського пункту. 1965 року споруджено нове просторе приміщення для торговельних підприємств. В ньому розмістилися сільмаг і магазин продовольчих товарів. У Грим'ячці було відкрито майстерні для пошиття одягу, ремонту взуття і побутових приладів, сільський фельдшерсько-акушерський пункт та пологовий будинок. За рішенням Ради відкрито профілакторій для тваринників.
Грим'яцька середня школа була однією з найкращих у Віньковецькому районі. З 1947 року її очолював О. Я. Куровський. У 1970 році виробнича учнівська бригада Грим'яцької школи нагороджена Почесною грамотою Президії Верховної Ради УРСР.
Будинок культури, було відкрито в селі 1968 року. За архітектурою, плануванням і обладнанням вважався однією з найкращих сільських клубних установ області. В ньому був зал для глядачів на 420 місць, кімнати для занять гуртків художньої самодіяльності, стаціонарна кіноустановка. Тут розміщувалися сільська бібліотека, ленінська кімната, народний музей. Щороку самодіяльні гуртки влаштовували 25—30 концертів і спектаклів. Майстерним виконанням народних пісень славився хор, до якого входило понад 40 чоловік.
12 червня 2020 року, відповідно до розпорядження Кабінету Міністрів України № 727-р «Про визначення адміністративних центрів та затвердження територій територіальних громад Хмельницької області», увійшло до складу Зіньківської сільської громади.
19 липня 2020 року, після ліквідації Віньковецького району, село увійшло до Хмельницького району.

## Населення
Згідно з переписом УРСР 1989 року чисельність наявного населення села становила 1116 осіб, з яких 458 чоловіків та 658 жінок.
За переписом населення України 2001 року в селі мешкало 847 осіб.

### Мова
Розподіл населення за рідною мовою за даними перепису 2001 року:
| Мова       | Відсоток |
| ---------- | -------- |
| українська | 99,88 %  |
| російська  | 0,12 %   |

## Сьогодення
Станом на 2011 рік в селі: 2 магазини райспоживспілки та 3 приватних; ЗОШ I—III ступенів (15 вчителів, 58 учнів); дитячий садок (3 вихователі), фельдшерсько-акушерський пункт. Функціонує фермерське господарство, 86 осіб самостійно обробляють земельні паї.